# كيري أن جوس
كيري أن جوس (بالإنجليزية: Kerry-Anne Guse)‏ مواليد 4 ديسمبر 1972 في بريزبان، هي لاعبة كرة مضرب أسترالية تلعب باليد اليمنى. أعلى تصنيف لها في الفردي كان المركز الـ 62 في سنة 1997. أعلى تصنيف لها في الزوجي كان المركز الـ 31 في سنة 2000.

## روابط خارجية
- كيري أن جوس على موقع رابطة محترفات التنس (الإنجليزية)
- كيري أن جوس على موقع الاتحاد الدولي لكرة المضرب (الإنجليزية)
- كيري أن جوس على موقع كأس بيلي جين كينغ (الإنجليزية)
- كيري أن جوس على موقع خلاصة التنس.كوم (الإنجليزية)